# André Grabar
André Grabar (ur. 26 lipca 1896 w Kijowie, zm. 3 października 1990 w Paryżu) – francuski historyk sztuki i archeolog pochodzenia rosyjskiego. Swoje badania koncentrował głównie na sztuce wczesnochrześcijańskiej i bizantyńskiej.

## Życiorys
W 1914 roku ukończył liceum w Kijowie i rozpoczął studia o profilu klasycznym na Uniwersytecie św. Włodzimierza. Rok później przeniósł się na uniwersytet w Petersburgu, gdzie studiował do czasu rewolucji październikowej w 1917 roku. Studia ukończył w Odessie (1919) i w 1920 wyjechał z Rosji do Bułgarii. W latach 1920–1922 pracował jako kustosz w Muzeum Narodowym w Sofii. Po dwóch latach na stałe przeniósł się do Francji, gdzie pracował na uniwersytetach w Strasburgu (1928-1937) i Paryżu w École Pratique des Hautes Études (1937-1946). W latach 1946–1966 obejmował katedrę archeologii bizantyńskiej w Collège de France. Od 1937 roku był współredaktorem "Cahiers Archeologiques".
Doctor honoris causa uniwersytetów w Princeton, Uppsali i Edynburgu. W 1963 otrzymał Pour le Mérite za Naukę i Sztukę.
Ojciec Olega Grabara (1929-2011), historyka sztuki specjalizującego się w sztuce islamskiej. 

## Wybrane publikacje
- L'art byzantin, Paris 1938.
- Christian Iconography: a Study of its Origins, 1961.
- Byzantine and Early Medieval Painting, New York 1965.
- L'Âge d'or de Justinien, de la mort de Théodose à l'Islam, Paris 1966 (wydanie angielskie: Byzantium: from the Death of Theodosius to the Rise of Islam, London 1966; The Golden Age of Justinian: from the Death of Theodosius to the rise of Islam, New York 1967).
- Le Premier art chrétien (200-395), Paris 1966 (wydanie angielskie: The Beginnings of Christian Art, 200-395, London 1967.
- Byzantium: Byzantine art in the Middle Ages, London 1966.
- L'Art du Moyen âge en Europe orientale, Paris 1968.